# Iraqi National Astronomical Observatory
Das Iraqi National Astronomical Observatory war eine geplante Sternwarte im Irak.
Im Jahre 1982 wurden die deutschen Unternehmen Zeiss, Krupp und MAN beauftragt, eine Sternwarte auf dem Berg Mt. Korak im Nordirak in einer Höhe von 2600 Metern zu bauen. Es war geplant, ein 1,2- und ein 3,6-Meter-Spiegelteleskop und ein 30-Meter-Millimeterwellen-Radioteleskop samt Gebäuden zu errichten. Die Teleskope entsprachen den damals in Entwicklung befindlichen Teleskopen für das Calar-Alto-Observatorium und für das Institut für Radioastronomie im Millimeterbereich auf Pico Veleta.
Das Projekt wurde nie beendet und heute gibt es lediglich eine im Ersten Golfkrieg zwischen dem Irak und dem Iran zerstörte Bauruine. Diese besteht aus einer Kuppel mit Löchern, die als Träger für Mobilfunk- und Fernsehantennen dient.